# 三碘甲狀腺原氨酸
三碘甲狀腺原氨酸（T3）是一种甲状腺激素，对几乎所有生理过程都产生影响，包括生长和发育、代谢、体温和心跳。T3与甲状腺素（四碘甲腺原氨酸）化学结构类似，但生理作用更快、更强。

## 参阅
1. ↑  Bowen, R. . Colorado State University. 2010-07-24  [2013-09-29]. （原始内容存档于2018-07-07）.